# Ammothella longipes
Ammothella longipes là một loài nhện biển trong họ Ammotheidae. Loài này thuộc chi Ammothella. Ammothella longipes được miêu tả năm 1864 voor het eerst wetenschappelijk bởi Hodge.